# سوفوکل
سوفوکل یا سوفوکلس (به انگلیسی: Sophocles) (زاده ۹۶–۴۹۷ – درگذشته زمستان ۰۵–۴۰۶ ق. م) یکی از سه تراژدی‌نویس یونان باستان است که نمایشنامه‌هایش باقی‌مانده‌اند.
اولین نمایشنامه‌های او دیرتر از آیسخولوس و زودتر از اوریپید نوشته شده‌اند. با توجه به سودا (دائرةالمعارف قرن ۱۰) سوفوکل ۱۲۳ نمایشنامه در طول دوران زندگی خود نوشته که فقط ۷ عدد به‌طور کامل باقی مانده‌است: آژاکس، آنتیگونه، زنان تراخیس، ادیپ شهریار ، فیلوکتتیس و ادیپ در کلنوس. سوفوکل تقریباً ۵۰ سال پر افتخارترین نمایشنامه نویس در رقابت‌های نمایشی دولت-شهر آتن بوده که در جشنواره‌های مذهبی لنایا و دیونیزا بر پا می‌شده‌است. او در ۳۰ رقابت شرکت کرد و حدود ۲۴ بار برنده شد، و هیچ‌گاه مقامی پایین‌تر از مقام دوم کسب نکرد. آیسخولوس ۱۴ بار برنده شد و گاهی از سوفوکل شکست می‌خورد، در حالیکه اوریپید فقط ۴ بار برنده شد.
مشهورترین تراژدی‌های سوفوکل در مورد شخصیت‌های ادیپ و آنتیگونه می‌باشند: این نمایشنامه‌ها به‌طور کلی به نام نمایشنامه‌های تبای شناخته شده‌اند. البته در واقع هر نمایشنامه بخشی از یک تریلوژی مجزاست که سایر اجزای آن هم‌اکنون از دست رفته‌اند. سوفوکل نمایشنامه نویسی را با ایجاد نقش سوم و در نتیجه کاهش نقش همسرایان تحت تأثیر قرار داد. او همچنین شخصیت‌های داستان خود را نسبت به نمایشنامه‌های قبلی مثل نمایشنامه‌های آیسخولوس، در سطحی وسیع تر توسعه داد.

## زندگی
سوفوکل پسر سوفیلوس فردی ثروتمند از اهالی آتیکا بود. او چند سال قبل از نبرد ماراتون در ۴۹۰ ق. م به دنیا آمد: سال دقیق آن مشخص نیست، اگرچه محتمل‌ترین آن ۹۶–۴۹۷ است. اولین موفقیت هنری سوفوکل در ۴۶۸ ق. م بود، هنگامیکه در رقابت‌های نمایشی دیونیسیا در رقابت با آیسخولوس که استاد نمایشنامه آتن بود، جایزه اول را از آن خود کرد. با توجه به پلوتارک این پیروزی تحت شرایط غیرمعمولی انجام شد. به جای پیروی از سنت همیشگی انتخاب داوران از طریق قرعه کشی، رئیس انجمن از سیمون و سایر ژنرال‌های حاضر خواست که پیروز مسابقه را انتخاب کنند. پلوتارک همچنین اظهار می‌دارد که بدنبال این شکست آیسخولوس آن جا را ترک گفت و به سیسیل رفت. اگر چه که پلوتارک بیان می‌دارد که این اولین اثر سوفوکل است، اما اکنون این عقیده وجود دارد که اولین دستاورد او احتمالاً در ۴۷۰ق. م بوده‌است. تریپتولموس احتمالاً یکی از نمایشنامه‌هایی بود که سوفوکل در این جشنواره ارائه داده است.

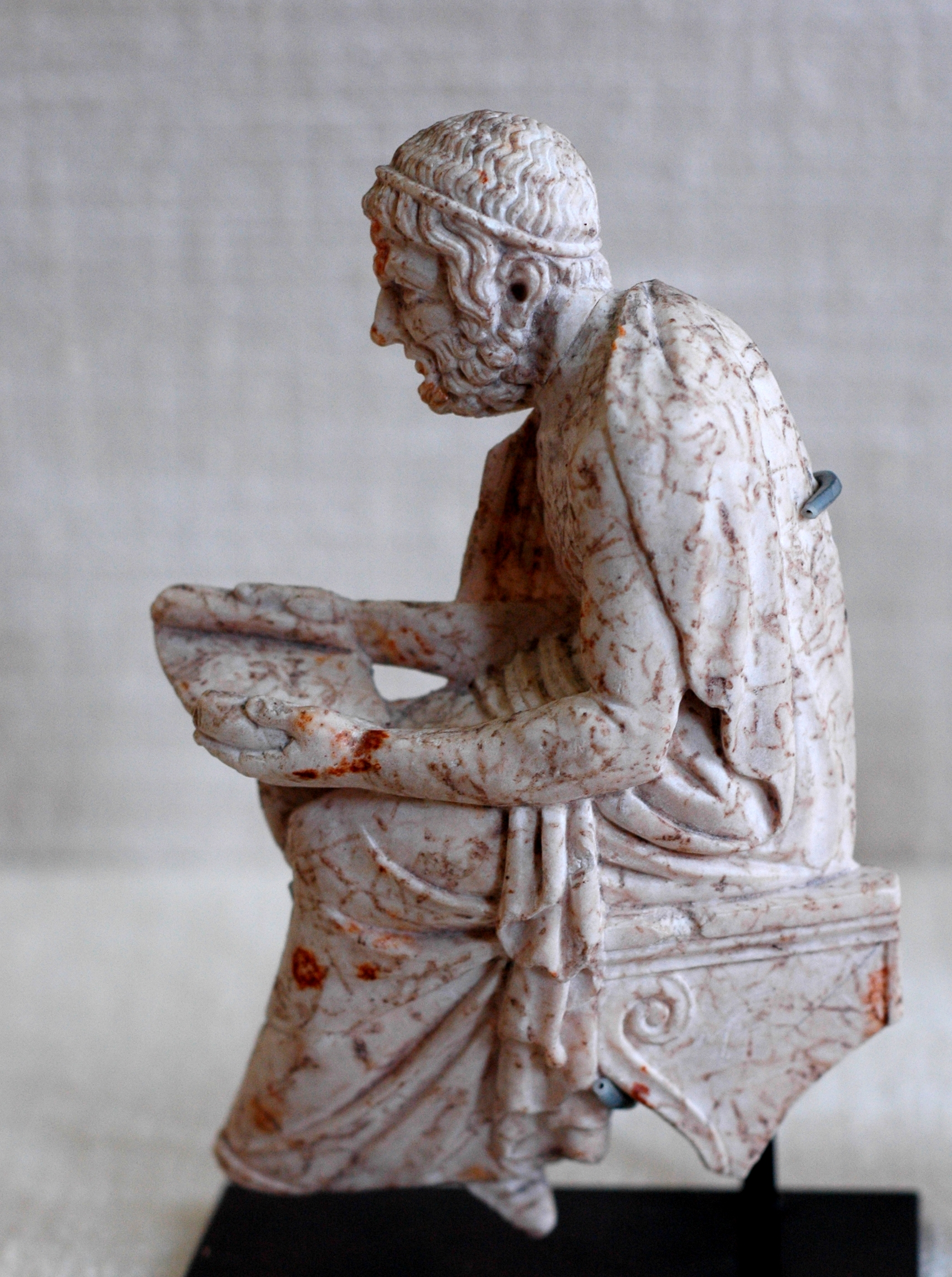

سوفوکل در سن ۱۶ سالگی، برای رهبری سرودِ پیروزی (آواز دستِ جمعی برای خدا) که برای جشن گرفتن پیروزی یونانی‌ها علیه پارس‌ها در نبرد سالامیس برپا شده بود، انتخاب شد. او به عنوانِ یکی از ۱۰ ژنرال (مدیران اجرائی عالی رتبه که نیروهای ارتش را فرمان می‌دادند) و به عنوانِ همکار کهتر پریکلس برگزیده شد. سوفوکل در یک خانواده متموّل به دنیا آمد. پدرش تولید کننده شمشیر و دارای تحصیلات عالیه بود. در اوایل دوران کاری سوفوکل، سیاستمدار سیمون احتمالاً یکی از حامیانش بوده‌است. البته پریکلس که رقیب سیمون بود هیچ مشکلی با سوفوکل در هنگام تبعید سیمون در ۴۶۱ ق. م نداشت. در ۴۲–۴۴۳ ق. م، سوفوکل به عنوانِ یکی از هلنوتامی‌ها یا خزانه‌دارهای آتن خدمت کرد. او در اداره امور شهر در طول برتری سیاسی پریکلس کمک می‌کرد. با توجه به ویتا سوفوکل، او به عنوانِ یک ژنرال در کمپین آتنی علیه ساموس که در ۴۴۱ ق. م طغیان کرده بود، خدمت کرد. او قرار بود که در نتیجه نوشتن نمایشنامه آنتیگونه، برای این منصب برگزیده شود. در سال ۴۲۰ زمانی که خدا به آتنی‌ها معرفی شده بود، سوفوکل محرابی برای تصویر اسقلبیوس در خانه‌اش برپا کرده و به آن خوشامد گفت. به همین دلیل مردم آتن پس از مرگش به او لقب دکسیون (دریافت‌کننده) را دادند. همچنین در ساله ۴۱۳ ق. م او به عنوانِ یکی از مأمورینی که عهده‌دار ویرانیِ فاجعه انگیزه نیروی اعزامی آتنی‌ها در سیسیل در طول جنگ پلوپونز بود، برگزیده شد. سوفوکل در سن ۹۰ یا ۹۱ سالگی در زمستان ۰۵–۴۰۶ ق. م درگذشت. او در طول حیات خود موفقیت یونانیان در جنگ‌های ایرانیان و جنگِ خونین پلوپونسیان را مشاهده کرد. مرگ سوفوکل همانند بسیاری از مردانِ مشهورِ روزگار باستانی الهام بخشِ چندین داستان شد که البته صحت آن‌ها شک‌برانگیز است. مشهورترینِ این‌ها داستانی است که بیان می‌کند که او به علت خستگی فراوان در اثر تلاش برای از برخواندن یک جمله طولانی از نمایشنامه آنتیگونه بدون اینکه نفس بکشد درگذشته‌است. در یک داستان دیگر گفته شده که او هنگام خوردن انگور در جشنواره آنتستریا در آتن خفه شده‌است. داستان سوم می‌گوید که او به علت خوشحالی زیاد بعد از آخرین پیروزی خود در دیونیزا درگذشته‌است. چندین ماه بعد یک شاعر طنزنویس در نمایشنامه‌ای به نام الهه‌گان این شعر را در مدح سوفوکل نوشت: "خداوند سوفوکل را بیامرزد، که زندگی طولانی داشت، مردی خوشبخت و با استعداد بود، و نویسنده تعداد بسیاری تراژدی خوب؛ و او زندگیش را به خوبی و بدون هیچ سیاه‌بختی به پایان رساند."
اگرچه که با توجه به چند گزارش در اواخر زندگی سوفوکل، پسرهایش سعی کردند که ثابت کنند که او فاقد صلاحیت است، او این اتهام را در دادگاه با خواندن نمایشنامه ادیپ در کلنوس که هنوز منتشر نشده بود رد کرد. یکی از پسرهایش به نام آیوفون و نوه‌اش که او هم‌ سوفوکل نامیده می‌شد، نمایشنامه‌نویس شدند.

## آثار ادبی و میراث
از ابتدایی‌ترین بدعت‌های سوفوکل اضافه کردن نقش سوم به نمایشنامه‌هایش بود که نقش همسرایان را کاهش داد و همچنین باعث توسعه شخصیت‌ها و ایجاد کشمکش بین آن‌ها شد. آیسخولوس که در اوایل دوران کاری سوفوکل نمایشنامه‌نویسی آتن را تحت سلطه خود قرار داده بود، همین کار را دنبال کرد و در اواخر دوران زندگیش از نقش سوم در کارهای خود استفاده کرد. ارسطو صحنه آرایی را به سوفوکل نسبت می‌دهد. بعد از مرگ استاد قدیمی یعنی آیسخولوس در ۴۵۶ ق. م، سوفوکل تبدیل به نمایشنامه‌نویس برجسته آتن شد. پس از آن سوفوکل در رقابت‌های نمایشی در ۱۸ جشنواره دیونیزا و ۶ جشنواره لنایا پیروز شد. آثار سوفوکل علاوه بر نوآوری در ساختار نمایشنامه نویسی، به علت توسعه عمیقتر شخصیت‌ها نسبت به نمایشنامه‌نویسی قبلی، معروف است. شهرت او به گونه‌ای بود که حکمرانان خارجی او را به محل زندگی خود دعوت می‌کردند. البته برخلاف آیسخولوس که در سیسیل درگذشت و اوریپید که در مقدونیه وقت می‌گذراند، سوفوکل هیچ‌کدام از این دعوت‌ها را قبول نکرد. ارسطو، به ادیپ شهریار سوفوکل در فن شعر خود (۳۳۵ ق. م) به عنوان مثالی برای بهترین کار تراژدی اشاره کرد، که نشان می‌دهد آثار او در چه سطح از احترام برای یونانیان بعدی در نظر گرفته می‌شده. تنها دو تا از هفت نمایشنامه‌هایی که باقی‌مانده‌اند را می‌شود با اطمینان تاریخ‌گذاری کرد: فیلوکتتس (۴۰۹ ق. م) و ادیپ در کولونوس (۴۰۱ ق. م، بعد از مرگ سوفوکل توسط نوه او روی صحنه آمد). از میان بقیه نمایشنامه‌ها، الکترا از نظر سبکی شباهت‌هایی به این دو نمایشنامه دارد که نشان می‌دهد این نمایشنامه احتمالاً در بخش دومِ دوران کاری او نوشته شده‌است. آژاکس، آنتیگونه و زنان تراخیس نیز با توجه به همان عناصر سبکی در بین کارهای اولی او قرار می‌گیرند و ادیپ شهریار در دوره میانی سوفوکل بوجود آمده‌است. اکثر نمایشنامه‌های سوفوکل نشان دهنده اولین زیر جریان‌های تقدیرگرایی (اعتقاد به سرنوشت) و شروع منطق سقراطی به عنوانِ تکیه گاهی برای سنت طولانی مدت تراژدی یونانی هاست.

## نمایشنامه‌های تبای
نمایشنامه‌های تبای شامل سه نمایشنامه است: ادیپ شهریار، ادیپ در کولونوس و آنتیگونه. هر سه این نمایشنامه‌ها در مورد سرنوشت اهالی تبس در طول دوره سلطنتی ادیپ پادشاه و بعد از آن می‌باشد. این نمایشنامه‌ها اغلب با یک جلد واحد منتشر می‌شدند، البته سوفوکل این سه نمایشنامه را برای جشنواره‌های جدا و در سال‌های جدا از هم نوشت. نمایشنامه‌های تبس نه تنها سه‌گانه (سه نمایشنامه که به صورت حکایت پیوسته و متوالی ارائه شود) واقعی نیستند، بلکه حتی دارای تناقض نیز می‌باشند. سوفوکل همچنین نمایشنامهٔ دیگری را که مربوط به تبس هست به نام اپیگنه نوشته که تنها بخش‌هایی از آن امروز باقی مانده‌است.این نمایشنامه‌ها در سال 1352 توسط شاهرخ مسکوب به نام افسانه‌های تبای برگردان شده‌است.

## موضوعات
تمام نمایشنامه‌های تبس مربوط به داستان ادیپ اساطیری است که پدرش را می‌کشد و با مادرش ازدواج می‌کند، بدون آگاهی از اینکه آن‌ها والدینش هستند و در نتیجه سرنوشت خانواده او برای سه نسل محکوم به فنا می‌شود. در ادیپ شهریار ادیپ شخص عمده نمایش است. والدین ادیپ، لائیوس و یوکاسته نقشه می‌کشند تا برای جلوگیری از بر آورده شدن یک پیشگویی، فرزند خود را بکشند. در حقیقت خدمتکاری که کشتن بچه به او واگذار شده بود، کودک را از طریق چند واسطه به یک زوج بدون فرزند می‌سپارد که آن‌ها او را بدون اینکه از تاریخچه اش چیزی بدانند به فرزندی قبول می‌کنند. ادیپ نهایتاً از پیشگویی دلفیک اوراکل در مورد خودش با خبر می‌شود و سعی می‌کند که از سرنوشت خود بدون اینکه به والدینش آسیبی برساند فرار کند (در این زمان او از اینکه به فرزندی قبول شده خبر ندارد). ادیپ در راه شهر تبس مردی را که به همراه ملازمانش است می‌بیند. ادیپ و مرد با یکدیگر دعوا می‌کنند و ادیپ مرد را می‌کشد (این مرد پدرش لائیوس بود و در این لحظه هیچ‌کس جز خدایان از آن خبر نداشتند) او بعد از حل کردن معمای ابوالهول، فرمانروای تبس شده و در همین جریان با ملکه بیوه آن جا (مادرش یوکاسته) ازدواج می‌کند. بدین صورت داستان دچار وحشت می‌شود. وقتی حقیقت به دنبال یک پیشگویی صحیح و گیج‌کننده دیگر توسط دلفی مشخص می‌شود، یوکاسته خود کشی می‌کند و ادیپ خود را کور کرده و تبس را ترک می‌کند و فرزندانش به خود واگذار می‌شودند تا با عواقب این جریان کنار بیایند (که این عواقب زمینه را برای قسمت‌های بعدی نمایشنامه اش فراهم می‌کند).
در ادیپ در کولونوس، ادیپ و دخترانش آنتیگونه و ایسمنه که تبعید شده‌اند وارد شهر کلنوس شده و با تسئوس، پادشاه آتن برخورد می‌کنند. ادیپ می‌میرد و نزاع بین پسرهایش پولونیکس و اتئوکلس در می‌گیرد. در آنتیگونه، نقش عمده نمایش را دختر ادیپ دارد. او باید یک انتخاب را برگزیند: اجازه بدهد که جسد برادرش پولونیکس بیرون دروازهٔ شهر دفن نشده باقی بماند و در معرض حمله حیوانات وحشی قرار بگیرد یا جسدش را دفن کند و با مرگ روبرو شود. کرئون، پادشاه آن سرزمین دفن جسد پولونیکس را ممنوع کرده به این خاطر که معتقد است او به شهرش خیانت کرده‌است.آنتیگونه تصمیم می‌گیرد که جسد او را دفن کند و با عواقب عملش روبرو شود. کرئون او را محکوم به مرگ می‌کند، اما نهایتاً قبول می‌کند که آنتیگونه را از محکومیت آزاد کند. او خیلی دیر این تصمیم را می‌گیرد چون آنتیگونه خودکشی می‌کند. خودکشی او باعث خودکشی دونفر از افراد نزدیک کرئون می‌شود: هایمن پسرش که قرار بود با آنتیگونه ازدواج کند و همسرش که بعد از ازدست دادن تنها پسرش خود را می‌کشد.

## ساخت و تناقض
نمایشنامه‌ها در طول ۶۰ سال دوره کاری سوفوکل نوشته شده و بر اساس ترتیب تاریخی ساخته نشده‌اند. این‌ها به ترتیب آنتیگونه، ادیپ شهریار و ادیپ در کولونوس نوشته شده‌اند. این نمایش‌نامه‌ها به صورت تریلوژی (یک سری نمایش که با یکدیگر اجرا می‌شودند) هم نوشته نشده‌اند، بلکه قسمت‌های باقی‌مانده سه گروه نمایشنامه مختلف هستند. در نتیجه دارای تناقض‌هایی می‌باشند: در آخر ادیپ شهریار کرئون پادشاه مسلم است و با رایزنی با آپولون به تنهایی تصمیم به بیرون کردن ادیپ از تبس می‌گیرد. در آخر ادیپ شهریار نیز از کرئون خواسته می‌شود تا از دختران ادیپ آنتیگونه و ایسمنه مراقبت کند. در مقابل، در سایر نمایشنامه‌ها بین پسرهای ادیپ، پولونیکس و اتئوکلس، به علت جانشینی کشمکش‌هایی رخ می‌دهد. سوفوکل در ادیپ در کلنوس سعی می‌کند که این تناقض‌ها را به یک مجموعه منسجم تبدیل کند: ایسمنه توضیح می‌دهد که در ابتدا برادرانش بخاطر اصل و نسب لکه دار شده خانوادگیشان تصمیم می‌گیرند که تاج پادشاهی را به کرئون واگذار کنند، با این وجود آن‌ها نهایتاً تصمیم می‌گیرند که سلطنت را به دست گیرند. آن‌ها بر سر جانشینی با هم به نزاع می‌پردازند. در ادیپ در کولونوس، پولونیکس و اتئوکلوس پدرشان را محکوم به تبعید می‌کنند که این یکی از تلخ‌ترین اتهام‌ها علیه اوست.

## سایر نمایشنامه‌ها
بغیر از سه نمایشنامه تبس، چهار نمایشنامه دیگر از سوفوکل باقی مانده‌است: آژاکس، زنان تراخیس، الکترا و فیلوکتتس که جایزه اول را از آن خود کرده‌است.
آژاکس در مورد قهرمان مغرور جنگ تروژان یعنی آژاکس بزرگ است، که توسط آتنا «الهه جنگ» دچار جنون آنی و بدبینی می‌شود و پس از آنکه تعدادی از احشام را با شمشیر تکه‌تکه می‌کند [به تصور اینکه اودیسئوس و همراهانش را کشته] نهایتاً خود کشی می‌کند. آژاکس از اینکه شمشیر آشیل به جای او به اودیسئوس تقدیم شده بسیار ناراحت می‌شود. همچنین علت دشمنی آتنا با آژاکس، لائیک بودن اوست. آژاکس معتقد است که در جنگاوری به کمک هیچ خدایی نیازمند نیست. ادیسئوس، منلائوس و آگاممنون را بر خلاف دشمنی شان علیه آژاکس، قانع می‌کند که برایش مراسم دفن آبرومندی برگزار کنند.
زنان تراخیس کشتن تصادفی هراکلس توسط دیانیرا را بعد از اینکه هراکلس خان دوازدهم مشهورش را کامل می‌کند، به نمایش می‌کشد. دیانیرا لباس هراکلس را به سمی که فکر می‌کند افسون عشق است، آغشته می‌کند. لباس مسموم باعث مرگ عذاب‌آور هراکلس می‌شود. دیانیرا وقتی که از حقیقت با خبر می‌شود خود را می‌کشد.
الکترا با نمایشنامه نیاز آوران آیسخولوس مرتبط است. در این نمایشنامه نشان داده شده که چگونه الکترا و اورستس انتقام قتل پدرشان آگاممنون را از کلوتایمنسترا و آیگیستوس می‌گیرند.
فیلوکتتس، داستان فیلوکتتس کماندار را بیان می‌کند که توسط کشتی‌های یونانی در مسیرشان به سمت تروآ در لمنوس ترک می‌شود. یونانی‌ها بعد از اینکه متوجه می‌شوند که بدون کمان فیلوکتتس نمی‌توانندجنگ تروآ را پیروز شوند، اودیسئوس و نئوپتولموس را برای بازیافتن او می‌فرستند. البته به علت خیانت اولیه یونانیها، فیلوکتتس از پیوستن به ارتش خودداری می‌کند. تنها امداد غیبی هراکلس است که فیلوکتتس را متقاعد می‌کند که به تروا برود.

## نمایشنامه‌های ناقص
بخش‌هایی از نمایشنامه ایچنئوتا یا جستجو کنندگان در سال ۱۹۰۷ در مصر کشف شد. این مقدار باقی‌مانده که حدود نصف نمایشنامه است، از بهترین نمایشنامه‌های هزلی حفظ شده بعد از نمایشنامه سیکلوپس اوریپید که به‌طور کامل حفظ شده‌است، می‌باشد. بخش‌هایی از اپیگنه در آوریل ۲۰۰۵ توسط دانشمندان ادبیات باستانی دانشگاه آکسفورد با کمک تکنولوژی فروسرخ که قبلاً در تصویر برداری ماهوارهای استفاده می‌شد، کشف شد. این تراژدی، داستان دومین محاصره تبس را بیان می‌کند. تعدادی از کارهای سوفوکل که فقط بخش‌هایی از آن‌ها باقی‌مانده وجود دارند که شامل این موارد می‌باشند:
- ایاس لوکروس (آژاکس لوکریان)
- آخیون سیلوگوس (گردهمایی آخائیها)
- آلیدیا (پسران آلئوس)
- کروسا
- اوریپیلوس
- هرمیون
- ایناکوس
- لاسئنا (زنان لاسئنی)
- مانتیس یا پلیدوس (پیغمبران یا پلیدوس)
- ناپلیوس کاتاپلئون (ورود ناپلیوس)
- ناپلیوس پیرکوس (آتش ناپلیوس)
- نیوب
- اونئوس
- اونماس
- پویمنس (چوپانان)
- پلیکسن
- سیندپنوی (مهمان‌ها)
- ترئوس
- تیست
- ترویلوس
- فائدرا
- تریپتولموس
- تایرو کیدومن
- تایرو آناگنوریزومن

## دیدگاه سوفوکل در مورد آثارش
در مقاله‌ای از پلوتارک به نام De Profectibus in Virtute، سوفوکل پیشرفت خود را به‌عنوان نویسنده مورد بحث قرار می‌دهد. یکی از منابعِ این مطلب برای پلوتارک، اپیدمیای ایان بوده‌است، کتابی که تعداد زیادی از مکالمات سوفوکل را ثبت کرده‌است. این کتاب احتمالاً شامل سخنرانی سوفوکل در مورد پیشرفت خود است. به این دلیل که ایان یکی از دوستان سوفوکل بوده، و گفته شده که این کتاب توسط پلوتارک استفاده شده‌است. اگرچه که بعضی تعابیر از جملات پلوتارک بیان می‌کند که سوفوکل اظهار داشته که او از کارهای آیسخولوس تقلید می‌کند، اما نه این ترجمه و نه آن تعابیری که سوفوکل بیان کرده که کارهای آیسخولوس را مورد تمسخر قرار داده، از نظر گرامری درست نیست.
سی.ام. بورا ترجمه این خط را مورد بحث قرار می‌دهد: «بعد از اینکه به‌طور تمام و کامل کارهای بزرگ آیسخولوس و بعد هم مرحله شروع نبوغ کاری خود را تمرین کردم، اکنون در مرحله سوم در حال تغییر به سمت نوعی طرز بیان هستم که به بهترین حالت و به‌طور کامل شخصیت‌ها را توصیف می‌کند.»
در اینجا سوفوکل می‌گوید که او مرحله اول را با تمرین کارهای آیسخولوس گذرانده، یعنی اینکه او در یک فاز تقلید از روش آیسخولوس به سر می‌برده که البته این مرحله را به اتمام رسانده است. سوفوکل در مورد آیسخولوس نظری دوگانه دارد. او قطعاً به اندازه کافی آیسخولوس را تحسین می‌کرده که بخواهد در اوایل دوران کاریش از او تقلید کند، اما او جایگزینی در روش آیسخولوس داشته و در نتیجه دیگر این تقلید را ادامه نداده است. مرحله اول سوفوکل که در آن از آیسخولوس تقلید می‌کرد به عنوان " شکوه آیسخولوسی در زبان " بیان شده‌است. مرحله دوم سوفوکل کاملاً متعلق به خود او بوده‌است. او راه‌های جدیدی برای برانگیختن احساسات مردم معرفی می‌کند. به عنوان مثال در آژاکس، هنگامی که او توسط آتنا مورد تمسخر قرار می‌گیرد، صحنه خالی می‌شود تا او تنها بر روی صحنه خود کشی کند. سوفوکل در بحث خود در مورد پیشرفت کاری اش از یک مرحله سوم که کاملاً متمایز از دو مرحله دیگر است، صحبت می‌کند. مرحله سوم توجه بیشتری به طرز بیان دارد. شخصیت‌های او به شیوه‌ای صحبت می‌کردند که بسیار طبیعی بوده و احساسات فردی خود را بسیار رساتر بیان می‌کردند.